# Île Marteau
L'île Marteau est une île fluviale située sur la commune de Merpins, et délimitée par la Charente et un de ses courts bras (le Charenton).

## Description
L'île est dans la zone Natura 2000. Il s'y trouve le forage qui alimente en eau potable Cognac et une grande partie des communes de la Communauté de communes de Cognac.

## Histoire
Pendant la Seconde Guerre mondiale, en 1943, les allemands y ont aménagé une piste d’atterrissage et y cachaient les avions sous les arbres. Découverts, des avions canadiens bombardèrent l'île.
En 2011, une forêt de peupliers, aulnes, frênes et noyers y a été plantée. 